# Cryptocranium cazieri
Cryptocranium cazieri là một loài bọ cánh cứng trong họ Cerambycidae.